# Kulturno društvo Priden možic
Priden možic je bilo ustanovljeno leta 1996 v Kamniku kot društvo, ki naj bi svojim članom predvsem organizacijsko nudilo lažje možnosti kulturno-umetniškega udejstvovanja. S svojimi uličnimi predstavami in glasbenimi produkcijami je sodelovalo na različnih festivalih v Sloveniji, nastopilo pa je tudi na Hrvaškem, v Srbiji, Makedoniji, na Slovaškem, Češkem in Španiji. V ponudbi so vključeni spektakli, ulične komedije, družbenokritične inštalacije, ognjene predstave in cestni eksperimenti.
Leta 2003 je društvo prvič organiziralo poletni Festival Kamfest po vzoru ljubljanskega Trnfesta. Festival je za obiskovalce brezplačen, na njem pa so poleg glasbenih vsebin, ki jih je največ, predstavljeni tudi gledališki, filmski, literarni, likovni ustvarjalci ipd. Med nastopajočimi prevladujejo slovenski izvajalci, vedno več je tudi tujih gostov. V letu 2015 je festival presegel 35.000 obiskovalcev in strnil več kot 100 dogodkov v 10 festivalskih dni. 
Priden možic je upravljavec Doma kulture Kamnik, od leta 2013 pa tudi ustanovitelj Mladinskega centra Kotlovnica Kamnik. 

## Nagrade
- Zahvala Občine Kamnik, avgust 2012 [5],
- Bronasto priznanje Občine Kamnik za "vrhunske dosežke na kulturnem področju in prizadevanje pri razvoju ter ugledu občine Kamnik", marec 2014 [6][7],
- Valvasorjevo odličje za "ohranjanje industrijske dediščine na področju Kamnika" [8][9], ki ga podeljuje Slovensko muzejsko društvo.

## Produkcija uličnih predstave
- Počivajte v miru (2014)
- Pocestnica, Kamnik edition, KUD Ljud (2014)
- Sodrga – ognjeni špektakl (2013) Čupakabra in ŠlosArt
- Mati Korajža – koprodukcijska predstava s KUD Ljud in GAM (2012)
- D Politik (2012)
- Boh (2012)
- Leta 2012 (2011) igra Anja Bezlova
- Saund (2011), igrata Juš Milčinski in Goran Završnik
- Vroča Župa (2010)
- Omara (2009), igrata Maja Nemec in Goran Završnik
- Literarni Đuboks (2007), igra Rok Kosec
- Franc (2006), igrajo: Goran Završnik, Žilavec Gorazd, Damjan Trbovc
- Milena Zupančič v tej predstavi ne igra (2004) – igra: Tomaž Lapajne
- Sprajt (2004), igrata: Goran Završnik, Damjan Trbovc
- Ribič (2003)
- Slavomir (ulični špektakl) 2002

- Taxi (2002)
- Jezero (ulični špektakl) 2001
- Birokrat – ulična inštalacija (2000)
- Nazaj na Trinidad (vodni špektakl) (1999)
- Pasjon (ulični špektakl) – koprodukcijska predstava z GAM, DST, Teater Gromki, Torpedo Teater in Matjavž Javšnik group
- Heretik (ulični špektakl) (1998)
- Mesarke in Vrtnarji v vrtincu usode (1997)
- Zmajarji (1996)
- Kolesarji (1996)

## Igralci
- Goran Završnik
- Rok Kosec
- Juš Milčinski
- Miha Brajnik
- Gorazd Žilovec
- Damjan Trbovec
- Anja Bezlova
- Luka Korenčič

## Galerija
- Ulična predstava Sprajt
- Ulična predstava Franc
- Ulična predstava Mati Korajža
- Predstava Saund
- Festival Kamfest